# Supercoppa UEFA 1979
La Supercoppa UEFA 1979 è stata la sesta edizione della Supercoppa UEFA.
Si è svolta il 30 gennaio e 5 febbraio 1980 in gara di andata e ritorno tra la squadra vincitrice della Coppa dei Campioni 1978-1979, ovvero gli inglesi del Nottingham Forest, e la squadra vincitrice della Coppa delle Coppe 1978-1979, ossia gli spagnoli del Barcellona.
A conquistare il titolo è stato il Nottingham Forest che ha vinto la gara di andata a Nottingham per 1-0 e ha pareggiato la gara di ritorno a Barcellona per 1-1.

## Partecipanti
| Squadre           | Qualificazione                                | Partecipazioni precedenti (il grassetto indica la vittoria) |
| ----------------- | --------------------------------------------- | ----------------------------------------------------------- |
| Nottingham Forest | Vincitrice della Coppa dei Campioni 1978-1979 | Nessuna                                                     |
| Barcellona        | Vincitrice della Coppa delle Coppe 1978-1979  | Nessuna                                                     |

## Tabellini

### Andata
| Arbitro: | Adolf Prokop |

|           |           |  |
| George 9’ | Marcatori |  |

| Nottingham Forest | Barcellona |

| Nottingham Forest (4-3-3) |   |                   |
|                           |   |                   |
| P                         | 1 | Peter Shilton (c) |
| D                         |   | Viv Anderson      |
| D                         |   | Frank Gray        |
| D                         |   | Larry Lloyd       |
| D                         |   | Kenny Burns       |
| C                         |   | Martin O'Neill    |
| C                         |   | Stan Bowles       |
| C                         |   | John Robertson    |
| A                         |   | Garry Birtles     |
| A                         |   | Trevor Francis    |
| A                         |   | Charlie George    |
| Allenatore:               |   |                   |
| Brian Clough              |   |                   |

| Barcellona (4-4-2) |   |                        |             |     |
|                    |   |                        |             |     |
| P                  | 1 | Pello Artola           |             |     |
| D                  |   | Rafael Zuviría         | Ammonizione |     |
| D                  |   | Migueli                |             |     |
| D                  |   | Antonio Olmo           |             |     |
| D                  |   | Adjutori Serrat        |             |     |
| C                  |   | Quique Costas          |             |     |
| C                  |   | Jesús Landáburu        |             |     |
| C                  |   | Juan Manuel Asensi (c) |             |     |
| C                  |   | Julián Rubio           |             |     |
| A                  |   | Allan Simonsen         |             | 88’ |
| A                  |   | Roberto Dinamite       |             | 86’ |
| Sostituzioni:      |   |                        |             |     |
| C                  |   | Juan José Estella      |             | 88’ |
| A                  |   | Francisco Carrasco     |             | 86’ |
| Allenatore:        |   |                        |             |     |
| Joaquim Rifé       |   |                        |             |     |

### Ritorno
| Arbitro: | Walter Eschweiler |

|                             |           |           |
| Roberto Dinamite 25’ (rig.) | Marcatori | 42’ Burns |

| Barcellona | Nottingham Forest |

| Barcellona (3-4-3) |   |                        |  |     |
|                    |   |                        |  |     |
| P                  | 1 | Pello Artola           |  |     |
| D                  |   | Migueli                |  |     |
| D                  |   | Antonio Olmo           |  |     |
| D                  |   | Adjutori Serrat        |  | 77’ |
| C                  |   | Juan José Estella      |  |     |
| C                  |   | Julián Rubio           |  |     |
| C                  |   | Tente Sánchez          |  |     |
| C                  |   | Juan Manuel Asensi (c) |  |     |
| A                  |   | Allan Simonsen         |  |     |
| A                  |   | Roberto Dinamite       |  |     |
| A                  |   | Francisco Carrasco     |  |     |
| Sostituzioni:      |   |                        |  |     |
| C                  |   | Esteban Vigo           |  | 77’ |
| Allenatore:        |   |                        |  |     |
| Joaquim Rifé       |   |                        |  |     |

| Nottingham Forest (4-3-3) |   |                   |             |     |
|                           |   |                   |             |     |
| P                         | 1 | Peter Shilton     |             |     |
| D                         |   | Viv Anderson      | Ammonizione |     |
| D                         |   | Frank Gray        |             |     |
| D                         |   | Larry Lloyd       | Ammonizione |     |
| D                         |   | Kenny Burns       |             |     |
| C                         |   | John McGovern (c) |             |     |
| C                         |   | Stan Bowles       |             |     |
| C                         |   | John Robertson    |             |     |
| A                         |   | Trevor Francis    |             | 69’ |
| A                         |   | Garry Birtles     |             |     |
| A                         |   | Charlie George    |             |     |
| Sostituzioni:             |   |                   |             |     |
| C                         |   | Martin O'Neill    |             | 69’ |
| Allenatore:               |   |                   |             |     |
| Brian Clough              |   |                   |             |     |